# 江苏省苏州第十中学校
江苏省苏州第十中学校，是位在中华人民共和国江蘇省蘇州市的一所全日制普通高级中学。該校最初為王谢长达在清朝末期、1906年創辦的一所女子學堂，現在由苏州市教育局主管，為江苏省“国家级示范高级中学”、江苏省四星级高级中学。
蘇州十中的主校區位在全国文物保护单位——蘇州織造署遺址，截至2016年9月，学校校园总面积45580.9平方米，建筑面积24852.57平方米。2018年啟用的金阊新城分校區位於蘇州市姑蘇區。
截至2016年9月，學校有33个班级，学生1119人；有专任教师197人。

## 历史沿革
清光緒年間的1906年，王谢长达创办了一所女子二等小学堂，取名「振华」，意在振兴中华。民國成立後，王谢长达的三女儿王季玉在美国取得硕士学位，1917年学成归国，主张「提高女权，非重视女子中等教育不可」，并于1918年秋增设中学部。1928年秋，学校分为中学部和小学部。中学部迁入原苏州织造署（即现址），并确定学校的名字为「苏州振华女学校」。同年，吴县教育局将苏州织造署及行宫旧址拨给振华女校。多为公堂和机房建筑。擔任校長的王季玉四处奔波募款，将其改建为中学部校舍:84。在随后的办学历程中，振华女校逐步形成了「进德修业，面向社会，发展个性，培养能力」的办学特色，学校声誉鹊起。
1942年冬，受到第二次中日戰爭的影響，学校被迫停办，戰爭結束後才復校。
1953年1月，振华女校由苏州市人民政府接办，同时改名为「苏州市女子中学」。同年8月，改为归属江苏师范学院领导，改名为「江苏师范学院附属女子中学」。1956年秋，开始招收男生，并改名为「江苏师范学院附属中学」。1959年秋，与师院附属实验中学合并，王季玉担任名誉校长，徐天放担任校长。
1970年学校改名为「苏州市第十中学」。1971年將苏州市第三十五中学併入。2000年7月，將苏州市第八中学併入，学校分为南校区（原第八中学校址）的初中部和北校区的高中部。
2002年9月，学校组建振华双语实验学校（校长为唐曜）。

## 著名校友
- 王淑贞[2]
- 王明贞[4]
- 何泽慧[5]
- 李政道[6]
- 费孝通[6]
- 杨绛[6]

## 校园

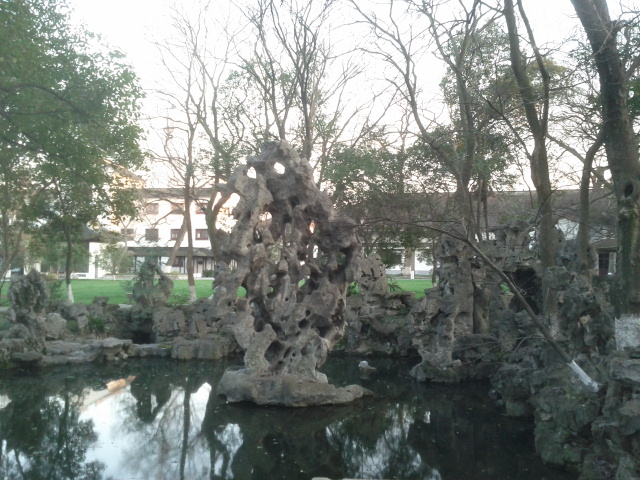
瑞云峰

主校區现为全国文物保护单位——蘇州織造署遺址所在。
分校区金阊新城校区位于苏州市姑苏区藕巷路与藕前路交汇处东侧，占地70586平方米，建筑面积41000平方米，总投资3.3038亿元，于2018年9月3日迎来首次开学。